# Оснащення Сухопутних військ Угорщини
| Тип                    | Фото  | Виробництво/Країна   | Призначення                                       | Варіант | Кількість                                   | Примітки |
| Танки                  | Танки | Танки                | Танки                                             | Танки   | Танки                                       | Танки |
| ---------------------- | ----- | -------------------- | ------------------------------------------------- | ------- | ------------------------------------------- | --- |
| Леопард 2              |       | Німеччина            | Основний бойовий танк                             |         |                                             | Замовлено 66 танків |
| Т-72                   |       | СРСР                 | Основний бойовий танк                             |         | 164                                         | 34 танка в строю |
| Бойова машина піхоти   |       |                      |                                                   |         |                                             | |
| Lynx                   |       | Німеччина Угорщина   | Бойова машина піхотиБМП                           | KF41    |                                             | Замовлено 218 БМП |
| БТР-80                 |       | СРСР Угорщина        | Бойова машина піхотиБМП                           |         | 400                                         | |
| Ejder YalcinGidrán     |       | Туреччина Угорщина   | Бойова броньована машина                          |         |                                             | 40 автомобілів Ejder Yalcin придбано у Турецької компанії Nurol Holding , решта буде виготовлена в Угорщині за ліцензією під назвою Gidrán . Всього заплановано 300 машин |
| MRAP                   |       |                      |                                                   |         |                                             | |
| HMMWV                  |       | США                  | Легкий тактичний Бронеавтомобіль/MRAP             |         | 80+                                         | |
| Oshkosh M-ATV          |       | США                  | MRAP                                              |         | 20+                                         | |
| Cougar                 |       | США                  | MRAP                                              |         | 13                                          | |
| International MaxxPro  |       | США                  | MRAP                                              |         | 42                                          | |
| РСЗВ                   |       |                      |                                                   |         |                                             | |
| M 142 Himars           |       | США                  | РСЗВ                                              |         |                                             | Невідома кількість РСЗВ буде куплена |
| Артилерія              |       |                      |                                                   |         |                                             | |
| PzH 2000               |       | Німеччина            | Самохідна артилерійська установка                 |         |                                             | Замовлено 24 гармати |
| Д-20                   |       | СРСР                 | Гармата                                           |         | 12                                          | |
| Протиповітряна оборона |       |                      |                                                   |         |                                             | |
| NASAMS                 |       | США Норвегія         | Зенітний ракетний комплекс середньої дальньої дії |         | 225                                         | Kongsberg Defence Systems і Raytheon Technologies отримали контракт на 410 мільйонів євро на поставку системи NASAMS для сил оборони Угорщини.                            |
| Mistral (ПЗРК)         |       | Франція              | Переносний зенітно-ракетний комплекс              |         | 45 пускових установок Mistral Atlas + 9 MCP | Використовуються ракети Mistral 2 і Mistral 3, MCP також були модернізовані.                                                                                              |
| КУБ                    |       | СРСР Угорщина Польща | Зенітний ракетний комплекс середньої дальньої дії |         | 12 (32 в резерві)                           | Модернізований у співпраці з Польщею |